# 초정 나들목
초정 나들목(Chojeong IC)은 경상남도 김해시 대동면 괴정리에 설치된 중앙고속도로의 2-1번 교차로이다. 중앙고속도로와 서낙동로를 연결하며, 부산 방향의 진출과 춘천 방향의 진입만 가능하다. 대한민국의 고속도로 나들목에서 처음 '0-0' 형식으로 된 나들목이다.

## 연혁
- 2009년 1월 14일 : 나들목 신설 개통과 함께 통행 개시

## 구조물 정보
- 위치: 경상남도 김해시 대동면 초정리, 예안리

## 접속하는 도로
- 서낙동로 (국가지원지방도 제69호선, 부산광역시도 제77호선)